# Blitopertha conspurcata
Blitopertha conspurcata är en skalbaggsart som beskrevs av Edgar von Harold 1878. Blitopertha conspurcata ingår i släktet Blitopertha och familjen Rutelidae. Inga underarter finns listade.